# Bob Woodward
Robert Upshur (Bob) Woodward (Geneva (Illinois), 26 maart 1943) is een van de bekendste journalisten in de Verenigde Staten, met name dankzij zijn bijdrage aan het ontdekken van het Watergateschandaal van president Richard Nixon, samen met Carl Bernstein, toen hij als verslaggever werkte voor The Washington Post. De krant won hiermee een Pulitzerprijs voor Public Service in 1973.
In de film All the President's Men, naar het gelijknamige geruchtmakende boek uit 1974, die over het onderzoekswerk van Bernstein en Woodward gaat, wordt Woodward vertolkt door Robert Redford.
Woodward werkt sinds 1971 en tot op de dag van vandaag als associate editor bij The Washington Post. In 2003 won hij een tweede Pulitzerprijs met The Washington Post (in de categorie National Reporting) voor het nieuws rondom de aanslagen van 11 september.

## Boeken
Woodward is auteur of coauteur van vele boeken die maandenlang op nummer 1 van de bestsellerlijst van de New York Times hebben gestaan:
- All The President's Men (1974) over Richard Nixon en Watergate
- The Final Days (1976) over Nixons aftreden[9][10]
- The Brethren (1979) over het Amerikaanse Hooggerechtshof
- Wired (1984) over Hollywoods drugcultuur
- Veil (1987) over de "geheime oorlogen" van de CIA
- The Commanders (1991)
- The Agenda (1994) over Bill Clintons eerste termijn als president van de VS
- The Choice (1996) over Clintons herverkiezing
- Maestro (2000) over Alan Greenspan
- The Secret Man: The Story of Watergate’s Deep Throat (2005)
- Obama’s Wars (2010)
- The Price of Politics (2012)
- The Last of the President’s Men (2015)
- Fear, Trump in the White House (2018)[11][12]
- Rage (2020) ISBN 978-1-9821-3173-9

In 2008 voltooide hij met het verschijnen van The War Within aan de vooravond van de nieuwe presidentsverkiezingen zijn vierluik over de Bush administration:
- Bush at War (2002) over de weg naar de oorlog met Afghanistan volgend op 11 september 2001
- Plan of Attack (2004) over hoe en waarom president Bush besloot tot de invasie van Irak
- State of Denial (2006) over het verloop van de Irakoorlog
- The War Within – A Secret White House History 2006-2008 (2008)